# Xavier Hamelin
Pour les articles homonymes, voir Hamelin.
Xavier Hamelin, né le 4 février 1922 au Lardin (Dordogne) et mort le 6 décembre 2010 à Villeurbanne (Rhône), est un homme politique français.

## Détail des fonctions et des mandats
Mandats parlementaires
- 11 mars 1973 - 2 avril 1978 : Député de la 12e circonscription du Rhône
- 19 mars 1978 - 22 mai 1981 : Député de la 12e circonscription du Rhône